# 法德尔·伊本·萨利赫

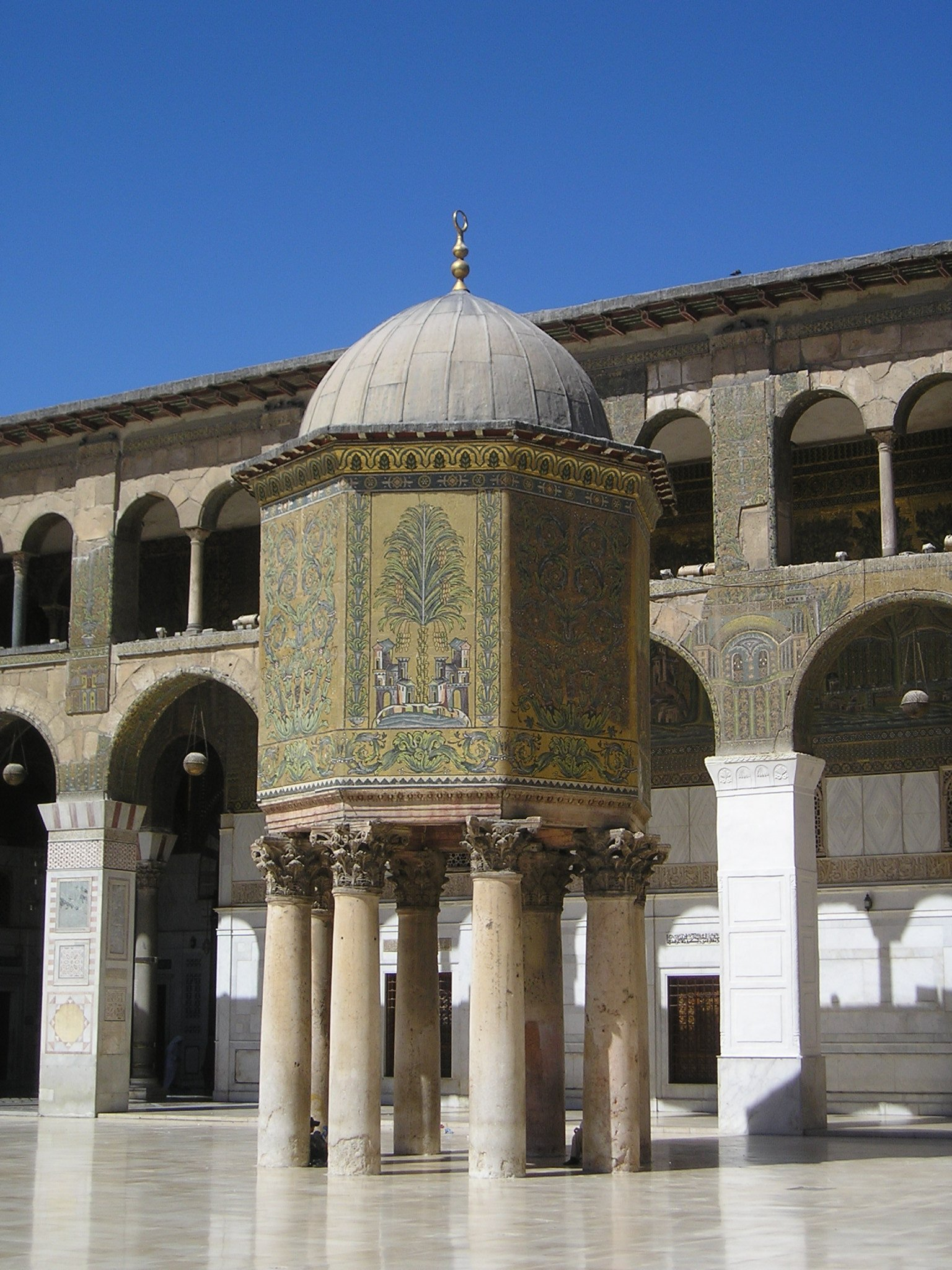
建于789年的Bayt al-Mal金库穹顶

法德尔·伊本·萨利赫 (阿拉伯语：‎，Al-Fadl ibn Salih ibn Ali ibn Abdillah ibn Abbas)(公元740-789年)是阿拔斯王朝的地方总督。历任叙利亚、埃及地区的总督。

## 生平
在755年，法德尔带领朝圣队伍前往麦加和麦地那参加年度朝觐。
766年，法德尔成为大马士革总督（Jund Dimashq，今大马士革），三年后，在哈里发曼苏尔时期，他的辖区又增加了Jund Qinnasrin（今阿勒颇）。 775年，他被哈里发阿尔·马赫迪任命为al-Jazira总督。780年，在陪同阿尔·马赫迪到耶路撒冷后，返回大马士革 。期间，他被免去al-Jazira总督，继任者是Abd al-Samad ibn Ali。
785年，法德尔随军镇压埃及的叛乱。在布维特（Buwit）击败叛军后，马赫迪任命他为福斯塔特总督。 在任内，他建造了军营、阿斯卡尔（al-Askar）清真寺以及阿斯卡尔和福斯塔特合并成一个大城市。 他的执政仅持续了1年，786年阿尔·哈迪继承哈里发后，法德尔被免除了职务 。789年，他替换了伍麦叶清真寺诸门并建造了著名的Bayt al-Mal金库穹顶建筑以容纳清真寺财产 780年，法德尔还负责修建了钟楼东部穹顶。

## 家庭
- 父亲：萨利赫·伊本·阿里